# 樺太医学専門学校 (旧制)

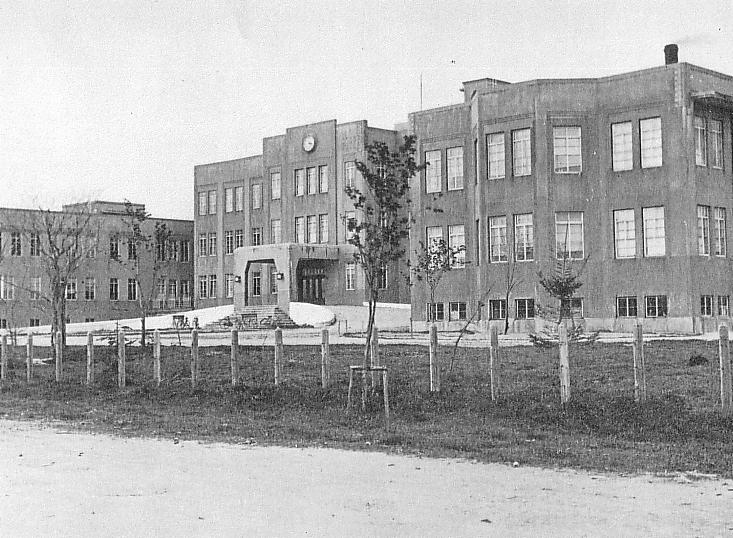
樺太医学専門学校が置かれた樺太庁豊原医院

旧制樺太医学専門学校（きゅうせいからふといがくせんもんがっこう）は、かつて樺太豊原市に存在した旧制医学専門学校。第二次世界大戦および太平洋戦争下において、軍医の大量速成が教育界に求められたために設立された学校の一つであった。
1945年（昭和20年）4月には樺太庁から文部省に移管されたが、同年8月のソ連軍の侵攻と樺太占領による日本の行政権喪失を受けて消滅した。

## 所在地
- 樺太豊原市東23条南7丁目（樺太庁豊原医院内）

## 沿革
- 1941年（昭和16年）8月30日 - 樺太庁豊原医院附設医学講習所が開校。
- 1943年（昭和18年）4月 - 豊原医院附設医学講習所を発展改組する形で樺太医学専門学校（樺太庁立）が開校。旧・医学講習所在籍者第1・2期生はそれぞれ医専3年次・2年次に編入。医専も豊原医院をそのまま校舎として使用。
- 1945年（昭和20年）
  - 3月 - 第1期生（医学講習所時代の入学者）が卒業。
  - 4月1日 - 樺太の内地編入に伴い、樺太師範・樺太青師と共に文部省に移管される[1][2]。
  - 8月11日 - 同日以後、ソ連軍の樺太侵攻・占領により、学校を取り巻く状況が悪化。戦闘で負傷した市民や兵士のために救護班が結成され、引揚船や本土側での出張診療所で教職員や学生の一部が治療活動を行う。
    - 樺太に残った医専の関係者はソ連側によって1年以上抑留される。豊原医院はソ連軍に接収され、学校は南樺太民政局保健部所管の「南樺太州医学校（ユジノサハリンスコエメジンコーラ）」となり、校舎を旧・豊原商業学校に移された上、樺太内の各地を転々としながら授業や医療活動が続けられる[3]。

  - 9月 - 第2期生が卒業。
  - 12月 - 文部省の方針により、樺太医専の学生は本土に帰還次第、北海道帝国大学附属医学専門部に編入するよう決定される。ただし医専は、法令上は1949年（昭和24年）の国立学校設置法制定まで、名目的にだが存続した[3]。
- 1946年（昭和21年）〜1947年（昭和22年） - 抑留を終えて生存した学校関係者が北海道へ引き揚げる。学生は順次、北海道大学附属医学専門部に編入して授業を受けた。
- 1949年（昭和24年）5月31日 - 国立学校設置法の公布・施行により正式に廃止される[3][4]。

## 歴代校長
- 越智貞見（1943年4月 - 1944年4月）
- 有馬英二（1944年4月 - 1946年、北海道帝国大学医学部教授と兼務し、大学を定年退官すると同時に辞任）
- 以後校長の座は空き、事務取扱（代行職）が就任する。
- 新保幸太郎 (1946年 – ) 校長事務取扱

## 出身者
樺太から引き揚げ、北大医学専門部に合流した者は北大側の卒業生として数えられている。医専卒業生の多くは医師となった。

## 戦後

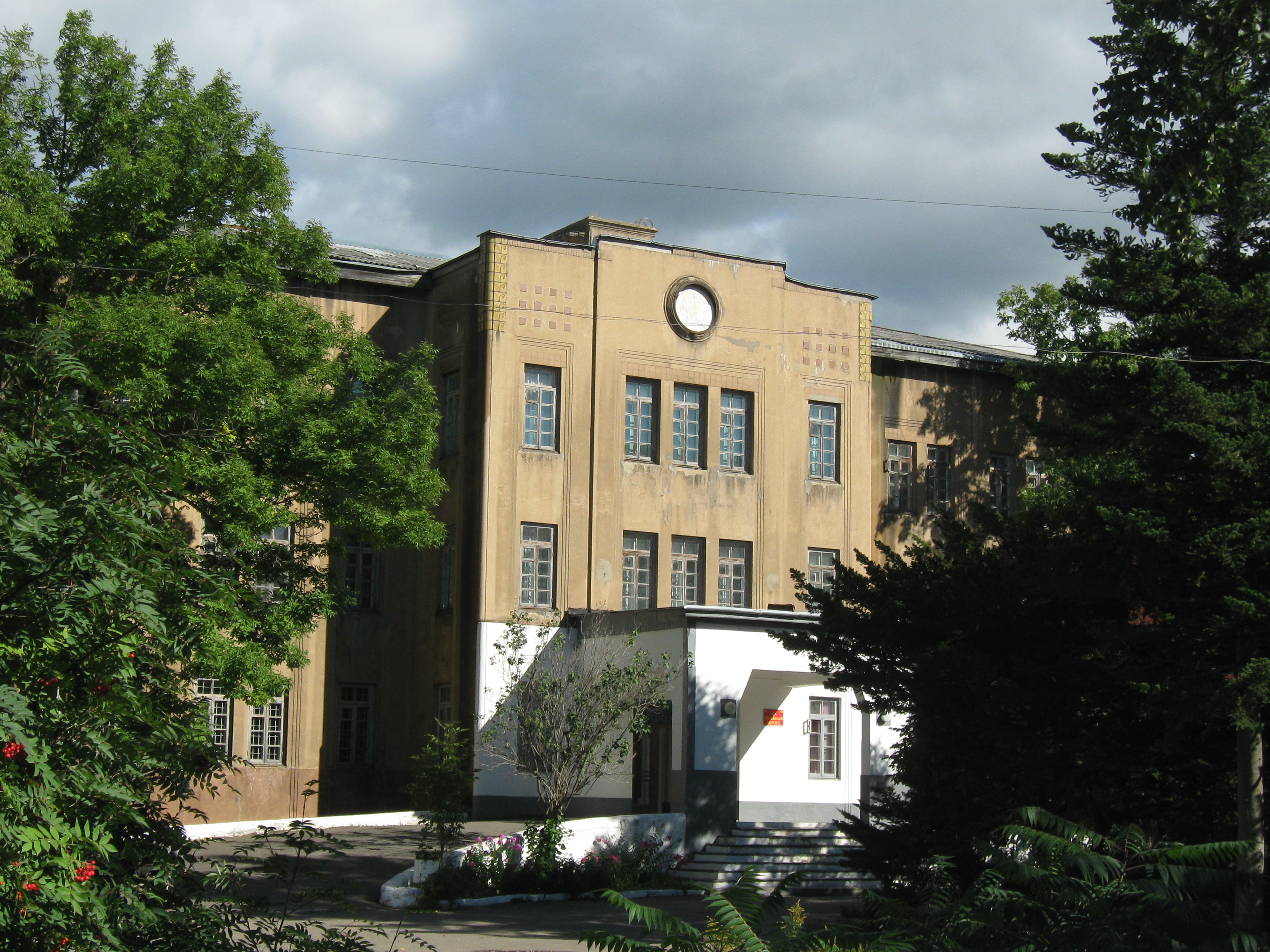
2016年現在のユジノサハリンスク陸軍病院建物（旧・豊原医院および樺太医専）

1946年、北海道旭川市は樺太医専を含む、樺太と北海道内の医学専門学校を合併して旭川市に新医科大学を設置することを連合国総司令部と文部省に要望したが、受け入れられなかった（後に旭川医科大学として実現することとなる）。医専当時の建物は、2018年1月現在ユジノサハリンスク陸軍病院の施設として使われている模様。